# The Best of Helix: Deep Cuts
The Best Of Helix: Deep Cuts è un album raccolta degli Helix, uscito nel 1999 per l'Etichetta discografica Razor & Tie Records.

## Tracce
1. Heavy Metal Love (Hackman, Vollmer) 3:00
2. Don't Get Mad, Get Even (Dal Bello, Thorney) 3:20
3. Rock You (Halligan) 2:53
4. When the Hammer Falls (Hackman, Vollmer) 3:01
5. Gimme Gimme Good Lovin' (Cordell, Levine) 3:26
6. It's Too Late (Dexter, Hackman) 3:08
7. Deep Cuts the Knife (Hackman, Halligan) 4:02
8. The Kids Are All Shakin' (Hackman, Vollmer) 3:58
9. Wild in the Streets (Hackman, Lyell) 3:44
10. Dream On (Agnew, Charlton, MacCormack, McCafferty, Priest, Sweet) 3:42 (Nazareth Cover)
11. Women, Whiskey & Sin (Doerner, Hackman, Vollmer) 3:10
12. Everybody Pays the Price (Hackman, Vollmer) 3:24
13. Give It to You (Hackman, Vollmer) 4:06
14. Goo to the Last Drop (Ribler, Vollmer) 4:28